# Cất trữ thực phẩm

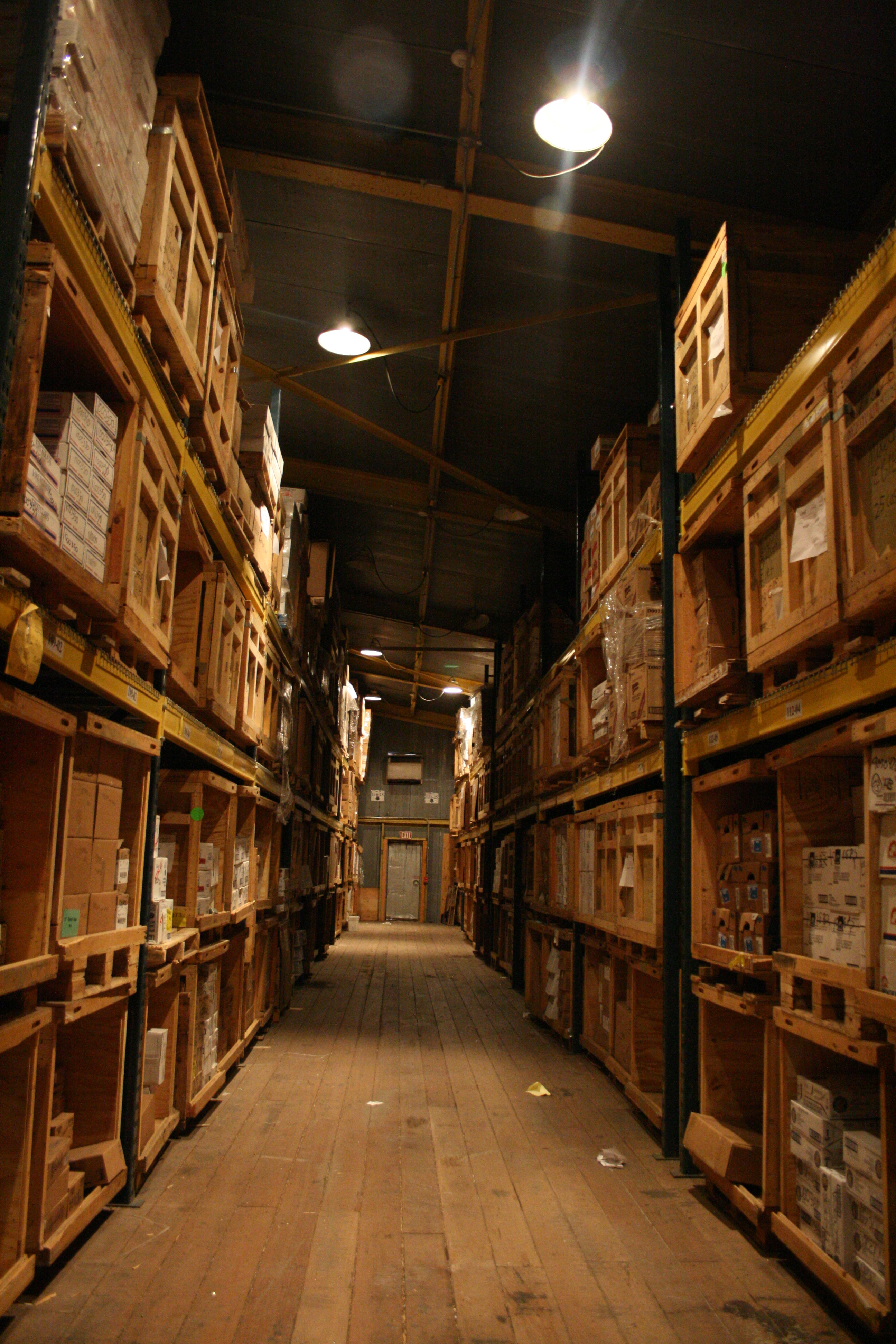
Một nhà kho cất trữ thực phẩm dài ngày

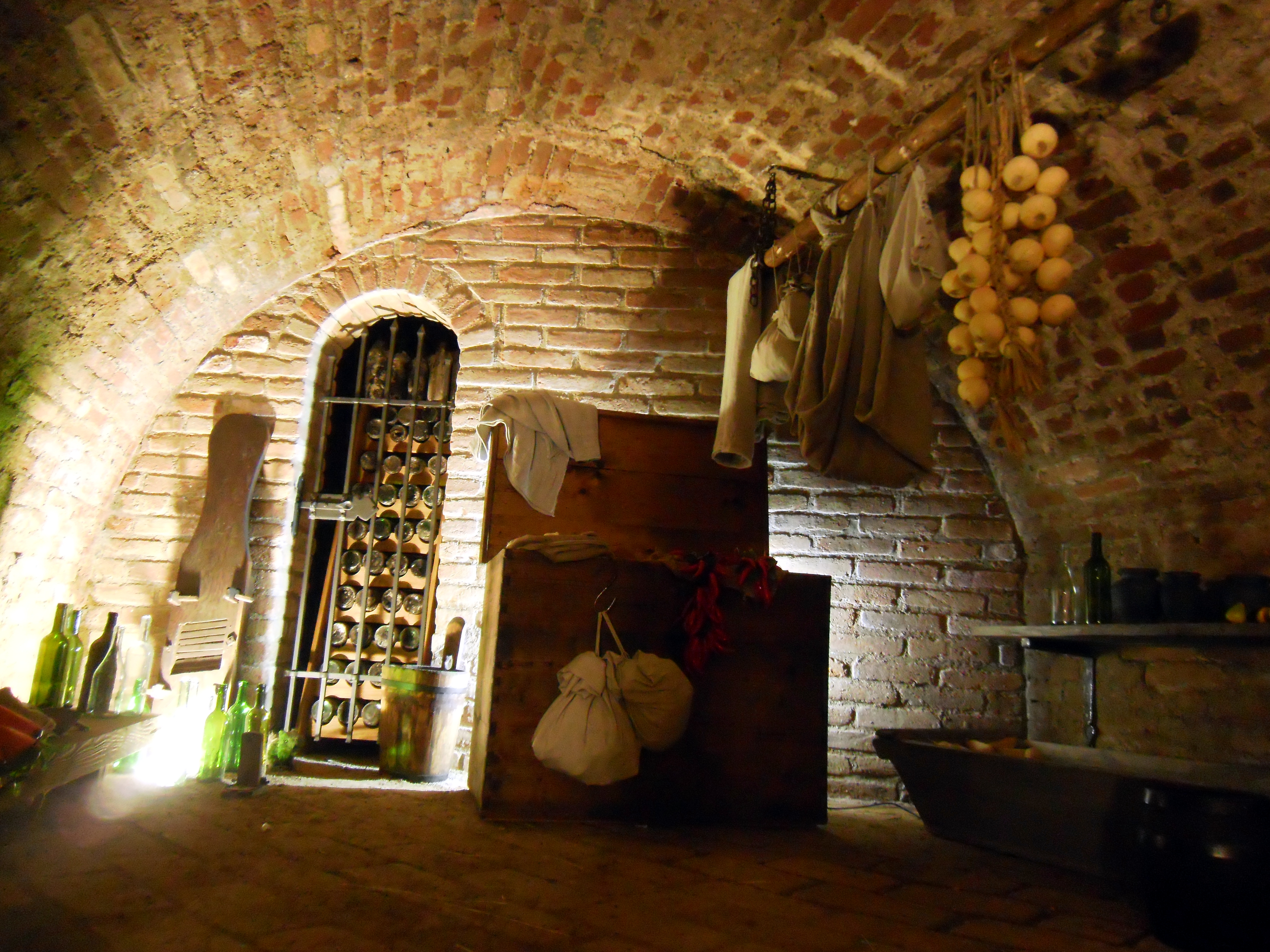
Một tầng hầm chứa thực phẩm

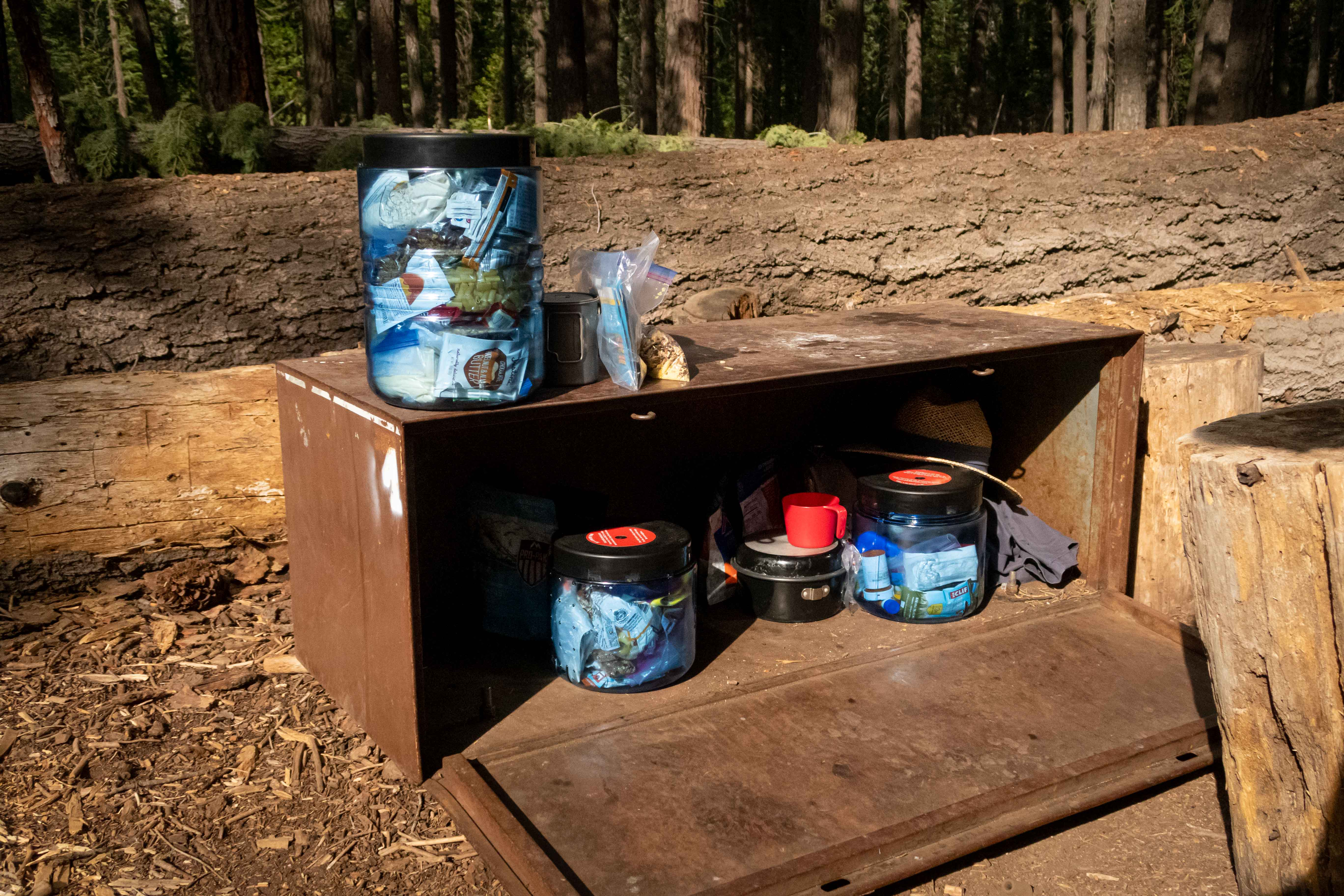
Cất trữ thực phẩm lưu động

Cất trữ thực phẩm (Food storage) hay lưu trữ thức ăn hoặc tích trữ thực phẩm là một cách giảm thiểu sự biến động của nguồn cung cấp thực phẩm trước sự biến động tự nhiên, những sự kiện không lường trước, không thể tránh khỏi. Việc cất trữ thức ăn cho phép thực phẩm có thể sử dụng kéo dài trong một thời gian (thường là vài tuần đến vài tháng) sau khi thu hoạch thay vì chỉ ăn ngay lập tức. Thức ăn được dự trữ ở hầu hết mọi xã hội loài người và nhiều loài động vật. 

## Đại cương
Cất trữ thực phẩm vừa là một kỹ năng gia đình truyền thống (chủ yếu là ở hầm chứa rau củ) và dưới hình thức hậu cần thực phẩm (Food logistics), một hoạt động công nghiệp và thương mại quan trọng. Bảo quản thực phẩm, lưu trữ và vận chuyển, bao gồm cả việc giao hàng kịp thời đến tay người tiêu dùng, rất quan trọng đối với an ninh lương thực, đặc biệt là đối với phần lớn mọi người trên khắp thế giới phụ thuộc vào người khác để sản xuất lương thực, thực phẩm tiêu dùng, đây là các khâu quan trọng trong hệ thống thực phẩm. Hao hụt, thất thoát thực phẩm, thức ăn bị vơi đi thường do điều kiện bảo quản không phù hợp dẫn đến bị hư hỏng, ôi thiu, biến chất, không dùng được, gây mất vệ sinh an toàn thực phẩm cũng như các quyết định được đưa ra ở giai đoạn đầu của chuỗi cung ứng, khiến sản phẩm có thời hạn sử dụng ngắn hơn. Đặc biệt, việc bảo quản lạnh đúng cách có thể đóng vai trò quan trọng trong việc ngăn ngừa thực phẩm bị vơi đi cả về số lượng và chất lượng.

## Mục đích
Việc cất trữ thực phẩm có một số mục đích như:
- Lưu giữ, bảo quản các sản phẩm thực phẩm từ thực vật đã thu hoạch (kho lương) và sản phẩm động vật sau giết mổ và chế biến để phân phối cho người tiêu dùng
- Cho phép có một chế độ ăn cân bằng tốt hơn trong suốt cả năm
- Giảm thiểu lãng phí thực phẩm bằng cách bảo quản thực phẩm chưa sử dụng hoặc chưa ăn để sử dụng sau này
- Bảo quản thực phẩm trong tủ đựng thức ăn, chạn, tầng hầm, chẳng hạn như gia vị hoặc các thành phần thức ăn khô như gạo và bột mì, để sử dụng cho việc chế biến nấu ăn
- Chuẩn bị cho các thảm họa, trường hợp khẩn cấp và thời kỳ khan hiếm thực phẩm hoặc nạn đói, cho dù là việc chuẩn bị cho trường hợp khẩn cấp (đối với hầu hết mọi người) hay ở dạng cực đoan hơn là chủ nghĩa sinh tồn
- Lý do tôn giáo: ví dụ, các nhà lãnh đạo trong Giáo hội Các Thánh hữu Ngày sau của Chúa Giê Su Ky Tô hướng dẫn các thành viên trong giáo hội dự trữ thực phẩm[4].
- Bảo vệ khỏi các loài vật hay đục khoét xơi tái thức ăn